# Salvatore Boccaccio
Salvatore Boccaccio (ur. 18 czerwca 1938 w Rzymie, zm. 18 października 2008 we Frosinone) – włoski duchowny katolicki, biskup pomocniczy Rzymu w latach 1987–1992, biskup koadiutor Sabina-Poggio Mirteto w 1992, biskup Sabina-Poggio Mirteto w latach 1992–1999, biskup Frosinone w latach 1999–2008.

## Życiorys
Święcenia kapłańskie otrzymał 9 marca 1963 roku w bazylice św. Jana na Lateranie w Rzymie z rąk Luigiego Traglii. Od 1963 do 1968 był wikariuszem w parafii San Giovanni Battista de Rossi. Od 1968 do 1973 pełnił posługę w parafii Protomęczenników świętych rzymskich (kilkaset metrów od Watykanu), a od 1973 do 1978 w parafii Sant'Ilario, w wiosce Palmarola. W 1983 został mianowany proboszczem parafii Santa Brigida, którą prowadził do lutego 1986 roku.

## Episkopat
29 października 1987 został mianowany biskupem pomocniczym dla diecezji rzymskiej. Otrzymał stolicę tytularną Ulpiana. 7 grudnia 1987 otrzymał święcenia biskupie w bazylice laterańskiej z rąk kardynała Ugo Polettiego. 17 marca 1992 został mianowany biskupem koadiutorem stolicy podmiejskiej Sabina-Poggio Mirteto. Urząd objął 28 lipca 1992. 9 lipca 1999 Jan Paweł II mianował go biskupem diecezji Frosinone-Veroli-Ferentino. Urząd objął 3 października 1999. W dniu 3 lipca 2008 roku Benedykt XVI mianował  ks. Ambrogio Spreafico biskupem koadiutorem diecezji Frosinone-Veroli-Ferentine. Salvatore Boccaccio zmarł 18 października 2008 we Frosinone. 25 października 2009 r. został pochowany w katedrze we Frosinone.